# Taishō
Den här artikeln handlar om tideräkningsperioden Taishō. För kejsare Yoshihito med det postuma kejsarnamnet Taishō, se Taishōkejsaren.

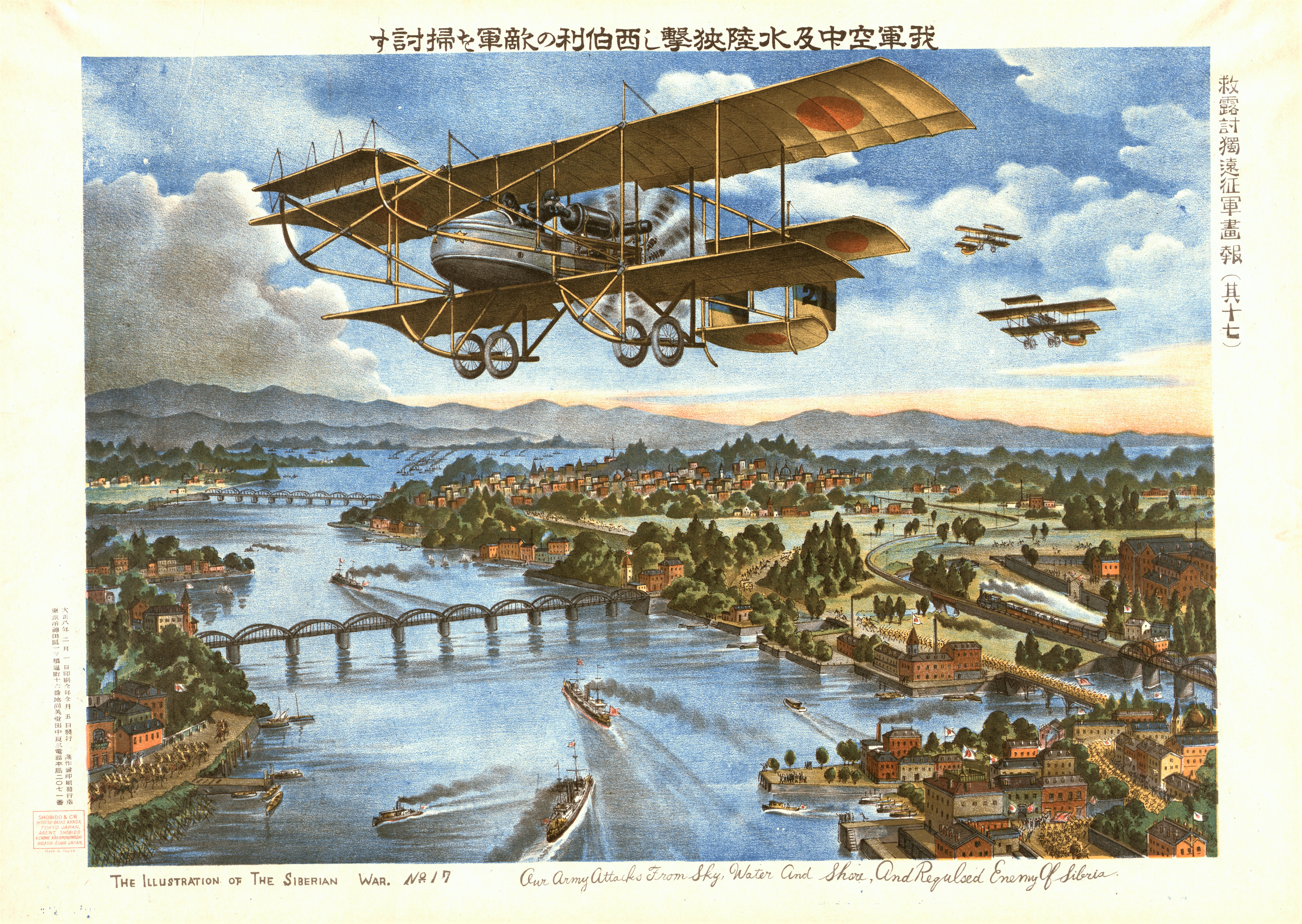
Vykort föreställande den japanska ockupationen av Khabarovsk under ryska inbördeskriget

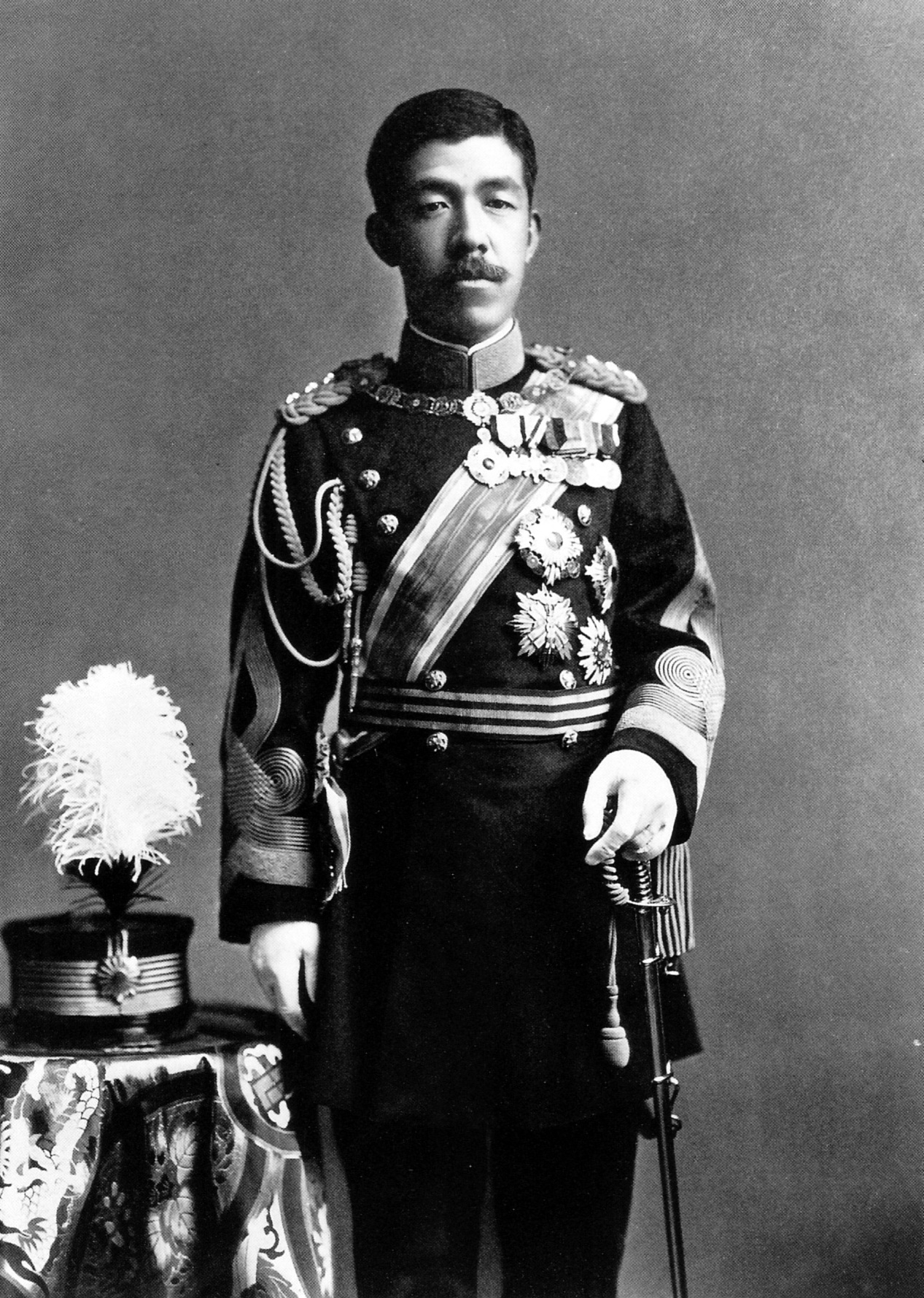
Taishokejsaren

Taishō (japanska: 大正?, Taishō) (30 juli 1912–25 december 1926) är den period i den japanska tideräkningen som sammanfaller med Yoshihitos (Taishokejsarens) regeringstid. Namnet hämtades från ett citat ur det klassiska kinesiska verket Förvandlingarnas bok. Taishokejsaren själv var sjuklig varför han själv aldrig spelade någon större roll i politiken, och 1921 tog hans son Hirohito över som prinsregent. Under Taishos regeringstid inföll istället den så kallade Taishodemokratin, en utveckling mot ökad demokrati och parlamentarism i Japan som skedde efter första världskriget.
Taishoperioden inleddes med en regeringskris som började med att Regeringen Saionji december 1912 avgick på grund av konflikt med militären gällande upprättande av nya armédivisioner i Korea. Den nya premiärministern Katsuras ministär orsakade dock kraftig opposition i parlamentet och kravaller i Tokyo, vilket ledde även honom att avgå efter några månader och ersättas med amiralen Yamamoto. Yamamotos regering råkade i konflikt med USA över en lag i Kalifornien som utestängde japaner från att besitta fast egendom, och landet drabbades dessutom av hungersnöd på grund av dålig risskörd i norra Japan och ett vulkanutbrott i Kagoshimabukten januari 1914. Detta ledde till ännu en ministäravgång och regeringskris som följdes av Regeringen Okuma.
Vid första världskrigets utbrott gick Japan med på ententens sida i enighet med den brittisk-japanska alliansen, och landet kunde skickligt utnyttja det maktvakuum som uppstått i Östasien. Efter en japansk krigsförklaring förlorade Tyskland den faktiska kontrollen av Shandonghalvön, och japanska flottan tog samma år Marianerna, Karolinerna och Marshallöarna. Japan utnyttjade även situationen till att påtvinga medgivanden från Kina med syftet att sätta landet i vasallställning, som de "tjugoen krav" som presenterades 7 maj 1915, vilka ledde till omfattande protester i Kina. Japanska trupper ingrep i 1918 även i ryska inbördekriget och ryckte in i Sibirien, och efter Koltjaks nederlag behölls en garnison i Vladivostok.
Under kriget, år 1916, avgick Okuma som premiärminister och ersattes med marskalken Terauchi, som själv efter upplopp 1918 ersattes av partipolitikern Hara som bildade Japans första parlamentariska regering. Samma år genomfördes en rösträttsreform i demokratisk riktning. Året 1918 räknas som början på Taishodemokratin.
Efter kriget deltog Japan i fredskonferensen i Paris med en legation ledd av tidigare premiärministern Saionji. Tysklands ekonomiska privilegier i Kiatschou och provinsen Shandong överläts till Japan, men legationen misslyckades på grund av amerikanskt motstånd med att få in en principförklaring om alla rasers jämlikhet i Nationernas förbunds förbundsakt. Japan deltog även i Washingtonkonferensen, då den brittisk-japanska alliansen ersattes med ett fyrstatsfördrag mellan Storbritannien, Japan, Förenta staterna och Frankrike. Dessutom slöts ett avtal om marin nedrustning i Stilla havet. Kort före konferensens öppnande blev premiärminister Hara mördad på grund av nationalistisk upphetsning över regeringens befarade eftergivenhet för USA, men hans efterträdare Takahashi fullföljde hans politik, och denne ersattes senare av den japanska chefsförhandlaren vid konferensen, amiralen Kato.
Efter kriget förnyades kulturen, inte bara med Taishodemokratins parlamentarism utan även en ny ungdomskultur, som till stor del utgick från europeiskinspirerade kaféer i storstäderna, särskilt i Ginza-distriktet i Tokyo där så kallades moga och mobo (från engelskans modern girl och modern boy) befann sig och där många läste filosofisk litteratur.
En viktigt händelse under Taishoperioden var den förödande Stora Kanto-jordbävningen 1923, som förstörde flera japanska städer, bland annat stora delar av Tokyo och Yokohama. Totalt beräknas den ha kostat 100 000 människor livet.

## Företag och institutioner med namn efter perioden
- Taisho universitet (大正大学)
- Banken Taisho (大正銀行)